# Список депутатов Парламента Молдовы VI созыва (2009)
Список депутатов Парламента Республики Молдова VI созыва, избранных на парламентских выборах 5 апреля 2009 и действовавших до досрочных выборов 29 июля 2009.

## Резюме
Парламентские выборы, состоявшиеся 5 апреля 2009 года, стали пятыми  после провозглашения независимости Республики Молдова. В выборах принял участие 21 конкурент (к концу кампании их осталось 17). Явка избирателей, по данным пересчета, составила 57,55%, а депутатские мандаты распределились следующим образом: Партия коммунистов Республики Молдова — 60 мандатов, Либеральная партия Молдавии и Либерал-демократическая партия Молдовы — по 15, Альянс «Наша Молдова» — 11. Парламенту XVII созыва не удалось избрать Президента Республики Молдова, поэтому законодательный орган был распущен и на 29 июля 2009 года назначены досрочные парламентские выборы.

## Парламентские фракции
| 60   | 15  | 15   | 11  |  |
| ПКРМ | ЛПМ | ЛДПМ | АНМ |  |

## Список депутатов
| №   | Фамилия, Имя        | Место жительства                   | Год рождения | Партия | Профессия, деятельность                                                                             |
| 1   | Владимир Воронин    | Кишинёв                            | 1941         | ПКРМ   | инженер-экономист, государственный и политический деятель, действующий Президент Республики Молдова |
| 2   | Мариан Лупу         | Кишинёв                            | 1966         | ПКРМ   | экономист, Председатель Парламента Республики Молдова                                               |
| 3   | Зинаида Гречаный    | Кишинёв                            | 1956         | ПКРМ   | экономист, Премьер-министр Республики Молдова                                                       |
| 4   | Виктор Мындру       | Кишинёв                            | 1959         | ПКРМ   | инженер-технолог, политический деятель                                                              |
| 5   | Марк Ткачук         | Кишинёв                            | 1966         | ПКРМ   | историк, политический деятель                                                                       |
| 6   | Игорь Додон         | Кишинёв                            | 1975         | ПКРМ   | экономист, первый вице-премьер-министр, министр экономики и торговли Республики Молдова             |
| 7   | Владимир Витюк      | Бельцы                             | 1972         | ПКРМ   | экономист, депутат парламента Республики Молдова                                                    |
| 8   | Виктор Степанюк     | Кишинёв                            | 1958         | ПКРМ   | педагог, доктор исторических наук, вице-премьер-министр Республики Молдова                          |
| 9   | Евгения Остапчук    | Кишинёв                            | 1947         | ПКРМ   | инженер-технолог, депутат парламента Республики Молдова                                             |
| 10  | Владимир Еремчук    | Окница                             | 1951         | ПКРМ   | медик-санитар, депутат парламента Республики Молдова                                                |
| 11  | Мария Постойко      | Кишинёв                            | 1950         | ПКРМ   | юрист, вице-председатель Парламента Республики Молдова                                              |
| 12  | Иван Калин          | Кишинёв                            | 1935         | ПКРМ   | агроном, депутат парламента Республики Молдова                                                      |
| 13  | Юрий Ерёмин         | Кишинёв                            | 1949         | ПКРМ   | инженер-технолог, депутат парламента Республики Молдова                                             |
| 14  | Галина Балмош       | Страшены                           | 1961         | ПКРМ   | педагог, министр социальной защиты, семьи и ребёнка Республики Молдова                              |
| 15  | Анатолий Попушой    | Кишинёв                            | 1949         | ПКРМ   | агроном, генеральный директор агентства «Moldsilva»                                                 |
| 16  | Анатолий Загородный | Хынчешты                           | 1973         | ПКРМ   | юрист, депутат парламента Республики Молдова                                                        |
| 17  | Дмитрий Тодорогло   | Кишинёв                            | 1944         | ПКРМ   | агроном, депутат парламента Республики Молдова                                                      |
| 18  | Юрий Стойков        | Калараш                            | 1955         | ПКРМ   | инженер-механик, депутат парламента Республики Молдова                                              |
| 19  | Андрей Стратан      | Кишинёв                            | 1966         | ПКРМ   | инженер-экономист, министр иностранных дел Республики Молдова                                       |
| 20  | Майя Радилова       | Яловены                            | 1962         | ПКРМ   | врач, государственный деятель                                                                       |
| 21  | Владимир Цуркан     | Кишинёв                            | 1954         | ПКРМ   | юрист, депутат парламента Республики Молдова                                                        |
| 22  | Вероника Абрамчук   | Кишинёв                            | 1958         | ПКРМ   | историк, общественный деятель                                                                       |
| 23  | Алёна Бабюк         | Бричаны                            | 1969         | ПКРМ   | педагог, преподаватель                                                                              |
| 24  | Елена Боднаренко    | Сороки                             | 1965         | ПКРМ   | экономист, депутат парламента Республики Молдова                                                    |
| 25  | Вадим Мишин         | Кишинёв                            | 1945         | ПКРМ   | юрист, депутат парламента Республики Молдова                                                        |
| 26  | Алла Мироник        | Кишинёв                            | 1941         | ПКРМ   | педагог, преподаватель                                                                              |
| 27  | Игорь Время         | с. Мерешены, Хынчештский район     | 1973         | ПКРМ   | юрист, советник Президента Республики Молдова                                                       |
| 28  | Юрий Мунтян         | Кишинёв                            | 1972         | ПКРМ   | экономист, вице-министр экономики и торговли Республики Молдова                                     |
| 29  | Василий Иовв        | Кишинёв                            | 1942         | ПКРМ   | инженер-технолог, депутат парламента Республики Молдова                                             |
| 30  | Григорий Петренко   | Кишинёв                            | 1980         | ПКРМ   | экономист, депутат парламента Республики Молдова                                                    |
| 31  | Светлана Русу       | Флорешты                           | 1972         | ПКРМ   | врач, предприниматель                                                                               |
| 32  | Виолета Иванова     | Кишинёв                            | 1967         | ПКРМ   | инженер-эколог, министр экологии и природных ресурсов Республики Молдова                            |
| 33  | Лидия Лупу          | Хынчешты                           | 1953         | ПКРМ   | экономист-бухгалтер, политический деятель                                                           |
| 34  | Раиса Спиновская    | с. Кочиеры, Дубоссарский район     | 1972         | ПКРМ   | экономист-бухгалтер, политический деятель                                                           |
| 35  | Антон Мирон         | Кишинёв                            | 1941         | ПКРМ   | агроном, депутат парламента Республики Молдова                                                      |
| 36  | Ирина Влах          | Комрат, Гагаузия                   | 1974         | ПКРМ   | юрист, депутат парламента Республики Молдова                                                        |
| 37  | Олег Рейдман        | Кишинёв                            | 1952         | ПКРМ   | радиофизик, советник Президента Республики Молдова                                                  |
| 38  | Валерий Сава        | Страшены                           | 1958         | ПКРМ   | инженер-механик, политолог                                                                          |
| 39  | Людмила Бельченкова | Кишинёв                            | 1972         | ПКРМ   | историк, деятель телевидения                                                                        |
| 40  | Геннадий Морков     | Дрокия                             | 1965         | ПКРМ   | врач, депутат парламента Республики Молдова                                                         |
| 41  | Оксана Доменти      | Кишинёв                            | 1972         | ПКРМ   | экономист, советник Президента Республики Молдова                                                   |
| 42  | Анатолий Горилэ     | Кагул                              | 1960         | ПКРМ   | инженер-механик, политический деятель                                                               |
| 43  | Инна Шупак          | Кишинёв                            | 1984         | ПКРМ   | антрополог, политический деятель                                                                    |
| 44  | Георгий Попа        | Кантемир                           | 1956         | ПКРМ   | инженер-экономист, депутат парламента Республики Молдова                                            |
| 45  | Пётр Порческу       | Страшены                           | 1953         | ПКРМ   | кадастровый инженер, государственный деятель                                                        |
| 46  | Олег Гаризан        | с. Копчак, Гагаузия                | 1971         | ПКРМ   | историк, примар села Копчак                                                                         |
| 47  | Вячеслав Бондарь    | Анений-Ной                         | 1960         | ПКРМ   | менеджер, начальник Государственной налоговой инспекции Анений-Ной                                  |
| 48  | Михаил Мокан        | Кишинёв                            | 1962         | ПКРМ   | юрист, депутат парламента Республики Молдова                                                        |
| 49  | Николай Мунтяну     | с. Ермоклия, Штефан-Водский район  | 1974         | ПКРМ   | инженер лесного хозяйства, начальник Каушанского лесничества                                        |
| 50  | Михаил Полянский    | Кишинёв                            | 1980         | ПКРМ   | антрополог, политический деятель                                                                    |
| 51  | Лидия Семеницкая    | с. Старые Бадражи, Единецкий район | 1964         | ПКРМ   | педагог, примар села Старые Бадражи                                                                 |
| 52  | Сергей Стати        | Кишинёв                            | 1961         | ПКРМ   | историк, советник Президента Республики Молдова                                                     |
| 53  | Мариана Шмиленко    | Кишинёв                            | 1975         | ПКРМ   | журналист, политический деятель                                                                     |
| 54  | Михаил Русу         | Флорешты                           | 1941         | ПКРМ   | технолог-хлебопекарь, агроном, политолог, председатель Флорештского района                          |
| 55  | Юрий Моисеев        | Штефан-Водэ                        | 1965         | ПКРМ   | юрист, государственный деятель                                                                      |
| 56  | Олег Бабенко        | Кишинёв                            | 1968         | ПКРМ   | историк, преподаватель                                                                              |
| 57  | Сергей Афанасенко   | Кишинёв                            | 1968         | ПКРМ   | фрезеровщик, общественный деятель                                                                   |
| 58  | Алла Урсул          | Кишинёв                            | 1961         | ПКРМ   | техник-технолог, депутат парламента Республики Молдова                                              |
| 59  | Наталья Высотина    | Кишинёв                            | 1970         | ПКРМ   | педагог, преподаватель                                                                              |
| 60  | Штефан Григорьев    | Каушаны                            | 1949         | ПКРМ   | физик, депутат парламента Республики Молдова                                                        |
| 61  | Дорин Киртоакэ      | Кишинёв                            | 1978         | ЛПМ    | юрист, генеральный примар муниципия Кишинёв                                                         |
| 62  | Михай Гимпу         | Кишинёв                            | 1951         | ЛПМ    | юрист, муниципальный советник Кишинёва                                                              |
| 63  | Анатолий Шалару     | Кишинёв                            | 1962         | ЛПМ    | врач, предприниматель                                                                               |
| 64  | Корина Фусу         | Кишинёв                            | 1959         | ЛПМ    | биолог, журналист                                                                                   |
| 65  | Вадим Кожокару      | Кишинёв                            | 1961         | ЛПМ    | экономист, преподаватель                                                                            |
| 66  | Анатолий Архире     | Унгены                             | 1956         | ЛПМ    | инженер, вице-председатель Унгенского района                                                        |
| 67  | Георгий Брега       | Кишинёв                            | 1951         | ЛПМ    | врач, предприниматель                                                                               |
| 68  | Нистор Грозаву      | Кишинёв                            | 1959         | ЛПМ    | инженер, вице-генеральный примар муниципия Кишинёв                                                  |
| 69  | Вадим Вакарчук      | Бельцы                             | 1972         | ЛПМ    | педагог, тренер, вице-президент Федерации тяжёлой атлетики Республики Молдова                       |
| 70  | Олег Бодруг         | Кишинёв                            | 1965         | ЛПМ    | педагог, предприниматель                                                                            |
| 71  | Анна Гуцу           | Кишинёв                            | 1962         | ЛПМ    | филолог, преподаватель                                                                              |
| 72  | Ион Хадыркэ         | Кишинёв                            | 1949         | ЛПМ    | филолог, писатель, член Союза писателей Республики Молдова                                          |
| 73  | Валерий Немеренко   | Кишинёв                            | 1959         | ЛПМ    | юрист, претор сектора Буюканы муниципия Кишинёв                                                     |
| 74  | Ион Лупу            | с. Вэрзэрешть, Ниспоренский район  | 1963         | ЛПМ    | инженер лесного хозяйства, предприниматель                                                          |
| 75  | Михаил Молдовану    | Кишинёв                            | 1965         | ЛПМ    | врач, государственный деятель                                                                       |
| 76  | Владимир Филат      | Кишинёв                            | 1969         | ЛДПМ   | юрист, депутат парламента Республики Молдова                                                        |
| 77  | Александр Тэнасе    | Кишинёв                            | 1971         | ЛДПМ   | юрист, предприниматель                                                                              |
| 78  | Михай Годя          | Кишинёв                            | 1974         | ЛДПМ   | педагог, эксперт                                                                                    |
| 79  | Лилиана Палихович   | Кишинёв                            | 1971         | ЛДПМ   | педагог, политический деятель                                                                       |
| 80  | Виталий Нагачевский | Кишинёв                            | 1965         | ЛДПМ   | юрист, предприниматель                                                                              |
| 81  | Юрий Цап            | Флорешты                           | 1955         | ЛДПМ   | педагог, примар Флорешт                                                                             |
| 82  | Кэлин Виеру         | Кишинёв                            | 1965         | ЛДПМ   | врач, предприниматель                                                                               |
| 83  | Ион Балан           | с. Лингура, Кантемирский район     | 1962         | ЛДПМ   | агроном, предприниматель                                                                            |
| 84  | Владимир Хотиняну   | Кишинёв                            | 1950         | ЛДПМ   | врач, преподаватель                                                                                 |
| 85  | Юрий Лянкэ          | Яловены                            | 1963         | ЛДПМ   | дипломат, предприниматель                                                                           |
| 86  | Валерий Гилецкий    | Кишинёв                            | 1960         | ЛДПМ   | радиоинженер, преподаватель                                                                         |
| 87  | Михаил Шляхтицкий   | Бельцы                             | 1956         | ЛДПМ   | педагог, преподаватель                                                                              |
| 88  | Ангел Агаке         | Кишинёв                            | 1976         | ЛДПМ   | экономист, общественный деятель                                                                     |
| 89  | Александр Чимбричук | Сороки                             | 1968         | ЛДПМ   | юрист, предприниматель                                                                              |
| 90  | Семён Фурдуй        | Кишинёв                            | 1963         | ЛДПМ   | педагог, директор ООО «Газэнергомонтаж»                                                             |
| 91  | Серафим Урекян      | Кишинёв                            | 1950         | АНМ    | инженер-строитель, депутат парламента Республики Молдова                                            |
| 92  | Михай Чимпой        | Кишинёв                            | 1942         | АНМ    | писатель, академик, председатель Союза писателей Молдовы                                            |
| 93  | Вячеслав Унтилэ     | Кишинёв                            | 1956         | АНМ    | инженер-механик, депутат парламента Республики Молдова                                              |
| 94  | Василий Балан       | Кишинёв                            | 1950         | АНМ    | филолог, депутат парламента Республики Молдова                                                      |
| 95  | Юрий Колесник       | Кишинёв                            | 1955         | АНМ    | инженер-механик, директор издательства                                                              |
| 96  | Леонид Бужор        | Кишинёв                            | 1955         | АНМ    | историк, депутат парламента Республики Молдова                                                      |
| 97  | Виктор Осипов       | Кишинёв                            | 1971         | АНМ    | журналист, политический деятель                                                                     |
| 98  | Александр Олейник   | Кишинёв                            | 1959         | АНМ    | инженер-механик, депутат парламента Республики Молдова                                              |
| 99  | Валентин Кептень    | Кишинёв                            | 1973         | АНМ    | менеджер, предприниматель                                                                           |
| 100 | Михаил Силистрару   | Яловены                            | 1951         | АНМ    | экономист, председатель Яловенского района                                                          |
| 101 | Вячеслав Платон     | Кишинёв                            | 1973         | АНМ    | юрист, банковский деятель                                                                           |

## Изменения в депутатском корпусе
- Дорин Киртоакэ (ЛПМ) → отставка в связи с продолжением полномочий генерального примара муниципия Кишинёв
- Нистор Грозаву (ЛПМ) → отставка в связи с продолжением полномочий вице-генерального примара муниципия Кишинёв
- Михаил Молдовану (ЛПМ) → отставка в связи с продолжением полномочий директора департамента здравоохранения муниципального совета Кишинёва
- Валерий Немеренко (ЛПМ) → отставка в связи с продолжением полномочий претора сектора Буюканы муниципия Кишинёв
- Михаил Русу (ПКРМ) → отставка в связи с продолжением полномочий председателя Флорештского района
- Юрий Лап (ЛДПМ) → отставка в связи с продолжением полномочий примара Флорешт

## Новые депутаты
Новые депутаты не были утверждены в связи с назначением досрочных парламентских выборов.

## Изменение партийной принадлежности
- Мариан Лупу (ПКРМ) → неприсоединившиеся